# Логлан
Ло́глан (от англ. Logical language «логический язык»; часто произносится по-русски с ударением на последний слог) — искусственный язык, разработанный как средство лингвистических исследований, в частности, для экспериментальной проверки гипотезы лингвистической относительности Сепира — Уорфа. Создатель логлана, доктор Джеймс Кук Браун (англ. James Cooke Brown), начал работу над своим проектом приблизительно в 1955 году. Наиболее полное описание первой версии языка и связанных с ним идей содержится в его 600-страничной книге «Логлан 1: логический язык» (англ. «Loglan 1: a logical language»), впервые изданной в бумажном виде Институтом логлана в 1975 году.

## Описание языка

### Алфавит и произношение
Логлан использует латинский алфавит без модификаций.
| Буква | Звучание по МФА | Русская транскрипция                   |
| ----- | --------------- | -------------------------------------- |
| A, a  | [a]             | [а]                                    |
| B, b  | [b]             | [б]                                    |
| C, c  | [ʃ] или [ʂ]     | [ш]                                    |
| D, d  | [d]             | [д]                                    |
| E, e  | [e] или [ɛ]     | [э]                                    |
| F, f  | [f]             | [ф]                                    |
| G, g  | [g]             | [г]                                    |
| H, h  | [h]             | [х] фарингальное, как «h» в англ. hall |
| I, i  | [i]             | [и]                                    |
| J, j  | [ʒ] или [ʐ]     | [ж]                                    |
| K, k  | [k]             | [к]                                    |
| L, l  | [l]             | [л], всегда твёрдое                    |
| M, m  | [m]             | [м]                                    |

| Буква | Звучание по МФА | Русская транскрипция                  |
| ----- | --------------- | ------------------------------------- |
| N, n  | [n]             | [н]                                   |
| O, o  | [o]             | [о]                                   |
| P, p  | [p]             | [п]                                   |
| Q, q  | [θ]             | [с] межзубное, как «th» в англ. thing |
| R, r  | [r]             | [р]                                   |
| S, s  | [s]             | [с]                                   |
| T, t  | [t]             | [т]                                   |
| U, u  | [u]             | [у]                                   |
| V, v  | [v]             | [в]                                   |
| W, w  | [ʉ]             | [ю], как «ü» в нем. Bücher            |
| X, x  | [x]             | [х], гортанное, как в грузинском      |
| Y, y  | [ə]             | шва                                   |
| Z, z  | [z]             | [з]                                   |

Каждая буква в логлане имеет своё название и соответствующее окончание:
- латинские заглавные согласные оканчиваются на «-ai» (Bai, Cai, Dai…);
- латинские строчные согласные оканчиваются на «-ei» (bei, cei, dei…);
- латинские заглавные гласные оканчиваются на «-ma» (Ama, Ema, Ima…);
- латинские строчные гласные оканчиваются на «-fi» (afi, efi, ifi…);
- греческие строчные согласные оканчиваются на «-eo» (заглавные согласные образуются при помощи приставки «gao-», geo — «γ» и gaogeo — «Γ»);
- греческие строчные гласные оканчиваются на «-zi» (заглавные гласные образуются при помощи приставки «gao-», ezi — «ε» и gaoezi — «Ε»);

Часто логланисты используют названия первых букв ранее упомянутых объектов или людей в качестве местоимений или обращений, например: Le bukcu ga he treci? Bei mutce treci. — Насколько книга интересная? Б (первая буква логланского слова bukcu «книга») очень интересная.
Кроме того, существуют 4 дифтонга, каждый из которых считается одним звуком:
| Дифтонг | Звучание по МФА | Русская транскрипция |
| ------- | --------------- | -------------------- |
| ao      | [ao]            | «ау» в слове «пауза» |
| ai      | [aj]            | «ай»                 |
| ei      | [ej]            | «эй»                 |
| oi      | [oj]            | «ой»                 |

Все остальные сочетания гласных могут читаться как слитно, так и раздельно. Расширенные правила произношения описаны в книге «Логлан 1»; также существует кассетная запись, на которой Джеймс Кук и Джени Браун читают фонемы логлана. 

Ударение падает на предпоследнюю гласную, кроме «y».

## История

### Начало проекта
В рождественские каникулы 1955 года Джеймс Кук Браун начал обдумывать проект создания логического языка, полностью лишённого неточностей, присущих естественным языкам; этот язык должен был стать идеальным инструментом для проверки гипотезы Сепира-Уорфа. Чтобы удовлетворять условиям проверки «Уорфовских эффектов» (более ясного, разнообразного и чёткого мышления), искусственный язык должен был структурно отличаться от английского и других естественных языков, с которыми предполагалось сравнение. При этом он должен был быть языком с лёгким произношением, удобным для использования в повседневном общении, так же как естественные языки. Первый обзор логлана был опубликован Брауном в одноимённой статье в журнале Scientific American за июнь 1960 года. В 1965 году выходит научно-фантастическая повесть Роберта Хайнлайна «Луна — суровая хозяйка» (англ. The Moon Is a Harsh Mistress), один из героев которой, компьютер по имени Майкрофт Холмс, говорил на логлане, а в 1980 году публикуется роман Хайнлайна «Число Зверя» (англ. The Number of the Beast), в котором также упоминается логлан. После этих событий о логлане долгое время ничего не было известно, вплоть до 1975 года, когда вышла в свет книга Брауна «Логлан 1: логический язык, третье издание» (англ. Loglan 1: a Logical Language, 3rd Edition). Предшествующие первое и второе издания книги были микрофильмированными публикациями, распространяемыми только для библиотек и среди любителей, интересующихся проектом языка. Первое печатное издание получило приблизительно 3000 читателей. Некоторые из них изучили язык и стали первым поколением носителей языка, которые сегодня в среде изучающих логлан любовно именуются «старые логланисты» или просто «старики» (англ. Old Middle High Loglan). Тогда же начал издаваться первый журнал о логическом языке «Логланист» (англ. Loglanist).
Первые встречи интересующихся языком прошли в 1972 году, затем в 1977—1978 годах. На них образовывалось первое сообщество говорящих на логлане, имели место первые диалоги и первые неформальные испытания гипотезы Сепира-Уорфа. Эти тесты не фокусировались на установлении ограничивающих факторов родного языка участников — английского. Встречи предоставляли первую возможность поиска признаков влияния логлана на мышление. Наблюдая эти эффекты, Браун отметил 6 признаков, которые, как ему казалось, характеризуют английскую речь первых участников этих встреч:
1. богатство и необычность метафор;
2. частое использование необычных описаний людей и явлений;
3. возрастающее осознание неоднозначности английского, частые шутки и разговоры на эту тему;
4. вкус к созданию неологизмов и причудливых выражений;
5. сложение (или наоборот, разложение) слов, образование форм, которые не существуют в обычном английском, но в принципе возможны (например: «couth», «idiosyncrat», «ert», «qualitiedly», «therapped grouply», «encomiast»);
6. повышенное значение шутки у логланистов в их общении между собой и с другими людьми; часто замечаемый комический контраст между тем, что люди действительно говорят и тем, что они считают сказанным.[2]

### Проект «МакГрэм»
С развитием компьютерных технологий и информатики появилась идея сделать логлан первым человеческим языком, понятным искусственному интеллекту. К этому моменту его грамматика уже была сильно развита, однако в нём всё же прослеживалось несколько «неоднозначностей». В 1975 году трое американских учёных: Альфред Ахо, Дэвид Стифлер Джонсон и Джеффри Ульман создали алгоритм, позволяющий отыскивать конфликты в языках программирования и удалять их, через два года началась работа над так называемым «проектом машинной грамматики логлана» (англ. Loglan machine grammar project). В 1982 году проект был успешно завершён, и логлан, претерпев незначительные изменения, стал первым в мире языком с грамматикой без логических конфликтов. Изменения коснулись в основном системы пунктуации, именно во время проекта появилась произносимая пунктуация.

### Раскол, появлениеложбана
В 1986 году несколько сотрудников Института логлана во главе с Бобом и Норой Лешевалье вышли из проекта, сославшись на то, что институт накладывает слишком большие коммерческие и лицензионные ограничения на язык, его название и документацию. Эти ограничения были наложены для того, чтобы сберечь язык от распада на многие диалекты, которые мало чем отличались бы друг от друга, как отметил Джеймс Кук Браун:

Мой обоснованный страх заключался в том, что при столь вольных коммерческих обстоятельствах, на которых настаивали Лешевалье, в том числе передача им наших авторских прав, торговых марок и даже нашей почтовой рассылки, множество разных «логланов», скорее всего развились бы, так как у каждого была бы собственная точка зрения относительно проекта.
Оригинальный текст (англ.)My natural fear was that, under the freewheeling, commercial circumstances that the LeChevaliers envisaged for themselves, and which they wanted us to create for them and others by abandoning our trademarks and copyrights—indeed, even our mailing list was to be given away to them!—as many different «loglans» would be likely to develop as there were partisans of differing points of view about it.

Боб Лешевалье и его единомышленники основали так называемую «Группу логического языка» (англ. The logical language group) и в 1987 году создали свою версию языка, которую назвали ложбан. Первоначально ложбан имел абсолютно ту же грамматику, что и логлан, но имел практически полностью отличающийся словарь (в котором содержалось меньше слов из европейских языков и больше из китайского, например, эквивалент логланского слова norma — ложбанское слово cnano, оба слова означают «нормальный») и несколько другую систему написания, что позволило им утверждать, что ложбан является отличным от логлана языком и не нарушает авторских прав Института логлана. За годы дальнейшего независимого развития в двух языках появились незначительные грамматические отличия (в виде грамматических новшеств). Практически абсолютное несовпадение звуковых образов слов в двух языках привело к тому, что практически никто не владеет одновременно логланом и ложбаном.
Несмотря на то, что ложбан «откололся» от логлана, в основном, из-за разногласий между Бобом Лешевалье и Институтом логлана по вопросу копирайтов, новый язык был защищён от распада теми же средствами, что и его прародитель:

И они решили уберечь ложбан от «балканизации» с помощью угадайте чего? Почти такого же «мягкого» копирайта, какой мы использовали все эти годы!
Оригинальный текст (англ.)And they manage to keep Lojban from being balkanized by—guess what?—virtually the same sort of mild copyright protection that we have been using for years!

### Логлан сегодня
После смерти Алекса Лита (англ. Alex Leith), автора первого романа на логлане, и Джеймса Кука Брауна, создателя языка, активность логланского сообщества резко снизилась. Деятельность Института логлана практически приостановлена, не издаются прежние периодические издания «Lognet» и «La Logli». Сегодня в мире, по разным данным, насчитывается от нескольких десятков до нескольких тысяч человек, способных понимать тексты на логлане. Однако интерес к языку не ослабевает, регулярно возобновляются обсуждения в различных сетевых сообществах, новые люди знакомятся с языком благодаря учебным материалам, опубликованным на официальном сайте Института логлана. Самым свежим словарём логлана сейчас является LOD (Loglan online dictionary), созданный на языке Java Бобом МакАйвором, одним из «трёх стариков Логландии».
Сейчас любители логлана общаются, в основном, в почтовой рассылке (здесь). Также, встречи логли регулярно проводятся  в игре Second Life, по субботам в 09:00 SLT   на острове HUMlab (с июля 2011 года — Soyeonpyeongdo).

#### Логлан в популярной культуре
Помимо названных выше повестей Роберта Хайнлайна, язык также упоминается в утопической книге Роберта Риммера «Люби меня завтра» (англ. «Love me tomorrow») и научно-фантастической новелле самого Джеймса Кука Брауна «Инцидент Тройка» (англ. «The Troika Incident»), рассказывающей о мире, где есть сеть свободного распространения информации, похожая на интернет. В этой новелле есть несколько фраз на логлане, но называется он по-другому. Также логлан используется в качестве официального языка межрасового общения в настольной ролевой игре 
FTL:2448.

#### Логлан вСССРиРоссии
В постсоветском пространстве логлан был и остаётся практически неизвестен. Переводом английской документации по логлану занимались энтузиасты, в основном, с 1999 по 2001 год. Большинство их переводов и авторских статей доступны на сайте loglan.euro.ru. Логлан регулярно обсуждается в соответствующей теме на форуме «Esperanto новости».

## Морфологияиграмматика
В логлане нет омонимов, синтаксических и других неточностей. 
В логлане только три части речи:
- Имена (англ. names) — имена, клички и названия; они маркируются заглавной буквой и согласной в конце слова.
- Предикаты (англ. predicates) — выполняют роль большинства частей речи и не изменяются.
- Словечки (англ. little words) — обеспечивают все логические, грамматические, цифровые и пунктуационные связи в логлане.

При этом все слова логлана организованы ещё и как 54 подкласса, 54 так называемых лексемы. Две из них занимают предикаты и имена, оставшиеся 52 заняты словечками, некоторые лексемы содержат только одно слово. Например, словечко «no», которое переводится как «нет», «это не тот случай», имеет уникальное значение и является единственным членом своей лексемы.

### Имена
Имена в логлане всегда заканчиваются на согласную. Если в оригинале имя оканчивается на гласную, в логланской передаче прибавляется «-s» или «-n» на конце: la Vladimir — Владимир, la Djordj — Джордж, la Marias — Мария. Если ударение в слове отличается от установленного правилами логлана, то ударная гласная маркируется знаком ударения или апострофом (Myskvás или Myskva’s — Москва). Если как имя необходимо обозначить словечко-местоимение, например, окликая кого-нибудь: «Эй, ты!», к словечку tu прибавляется согласное окончание: «Hoi, Tun!».
После имён всегда необходимо ставить запятую, обозначающую паузу в речи, или словечко gu, чтобы обозначить, где заканчивается имя и начинается прочий текст.

### Предикаты
Предикаты всегда содержат стык согласных (blanu, vijbangoi). Они имеют несколько слотов (от одного до пяти) для аргументов, описывающих и дополняющих их: takna — X1 говорит (с) X2 об X3. Все слоты заполнять не обязательно. Благодаря такой структуре в логлане нет падежей и предлогов. Mi takna la Marias, la Djordj. — Я говорю Марии о Джордже.
В логлане есть три вида предикатов:
- Простые предикаты или примитивы состоят из пяти букв, всегда начинаются на согласную и строятся по схеме ССГСГ или СГССГ, где «Г» означает гласный звук, а «С» — согласный (например, bukcu — X1 есть книга об X2 автора X3, prano — X1 есть бегущий в X2 из X3 через путь X4).
- Составные предикаты или комплексы формируются из простых предикатов несколькими способами. Слова можно соединить при помощи замены последней буквы первого на «y»: kukrygodzi — X1 быстро идёт в X2 из X3 по пути X4. Или использовать так называемые djifoa (от djine forma — соединённая форма). Djifoa — это короткие трёхбуквенные аббревиатуры примитивов, большинство простых предикатов имеют их, некоторые имеют несколько сокращённых форм. Они могут иметь вид ССГ (mrenu), СГГ (cirna) или СГС (logla и cirna). Также возможен способ, при котором один из примитивов сокращается, а второй нет, при этом несокращённый примитив считается более значимым: logcirna — учащий логлан. При их соединении можно использовать букву «y», чтобы не создавать больших скоплений согласных (даже если между двумя согласными стоит «y», они всё равно считаются смежными, kukygoi, то же самое, что и kukrygodzi), и букву «r», чтобы не создавать больших скоплений гласных (baormao от bakso — коробка и madzo — создающий, буквально — коробкосоздаватель). Комплексы необходимо составлять так, чтобы они имели смежные согласные и конечную гласную.
- Заимствования из международной лексики, такие как iglu — и́глу, aurmo — золото, protoni — протон, limhone - лимон и т. п. Они, так же, как и все предикаты, имеют пару смежных согласных и гласную на конце.

### Словечки
Словечки бывают двух видов:
- Простые словечки строятся по схеме Г, СГ, СГГ (например, a, ba, tu, soi, buo).
- Составные словечки, которые составляются путём соединения простых словечек (lepo, ibuo). Их всегда можно отличить от предикатов, у которых всегда есть смежные согласные: madzo (есть стык согласных dz) — предикат, kanoi (нет стыка согласных) — словечко.

#### Падежные показатели[5]
Падежные показатели (англ. case tags) играют очень важную роль в языке. Они показывают логическую связь аргументов с предикатами, позволяя не запоминать слоты для каждого предиката. Все частицы произошли от предикатов, созвучных им и обозначающих схожие понятия. Их всего одиннадцать:
| Сокращённая форма | Падежный показатель | Предикат-прародитель | Значение предиката | Русский эквивалент            | Кого или что обозначает                     |
| ----------------- | ------------------- | -------------------- | ------------------ | ----------------------------- | ------------------------------------------- |
| B                 | Beu                 | Bekti                | Объект             | (Кого/чего?)                  | Объект действия, часть, свойство            |
| C                 | Cau                 | Canli                | Количество         | (Сколько?)                    | Количества, величины, значения              |
| D                 | Dio                 | Dirco                | Направление        | К, в (куда?)                  | Направление действия, получатель            |
| F                 | Foa                 | Folma                | Полнота            | В числе, из набора            | Наборы, массы, собрания                     |
| G                 | Goa                 | Groda                | Большой            | Больше чем                    | Больший                                     |
| J                 | Jui                 | Junti                | Юный               | Меньше чем                    | Меньший                                     |
| K                 | Kao                 | Kakto                | Субъект            | (Кто/что?)                    | Действующий субъект                         |
| N                 | Neu                 | Nerbi                | Необходимость      | Из-за                         | Условия, последствия                        |
| P                 | Pou                 | Proju                | Производство       | (Делает/производит кого/что?) | Продукты, цели                              |
| S                 | Sau                 | Satci                | Начало             | Из (Откуда?)                  | Источники, причины                          |
| V                 | Veu                 | Vetci                | Событие            | С помощью/через               | События, статусы, посредники, пути, эффекты |

В электронном словаре LOD (Loglan online dictionary), который является самым свежим на сегодня словарём логлана, все предикаты имеют вид
«Posta, K post/mail B to D from S by V. [K-BDSV]»,
где K, B, D, S и V — это сокращения от соответствующих падежных показателей (K (действующий субъект) отправляет B (объект действия) к/в D (направление) из S (источник) через/с помощью V (путь)). Это, по замыслу авторов словаря, должно облегчить запоминание предикатов новичкам. Например: кто-то хочет сказать, что он отправил что-то через почтовую компанию UPS, тогда он скажет: «Mi posta ba be bo la UPS» — Я отправил что-то кому-то откуда-то через UPS. Это будет правильно, но словечки «ba be bo» звучат странно. Он может сказать: «Mi posta zuu la UPS.», здесь словечко zuu говорит, что следующий аргумент занимает пятый слот предиката, однако запомнить все слоты всех предикатов очень сложно, именно поэтому здесь нужно использовать показатель: «Mi posta veu la UPS», где veu означает путь или посредника. Таким образом эти словечки заметно упрощают запоминание языка.

#### Числительные
Также к словечкам относятся и числительные. Цифры: ni — «0», ne — «1», to — «2», te — «3», fo — «4», fe — «5», so — «6», se — «7», vo — «8», ve — «9». Также есть сокращения для сотен (-ma — «00»,) и тысяч (-mo — «000»,). В десятичных дробях в качестве «запятой» используется словечко pi. Например, tofeso — 256, tomavo — 2008, nemomo — 1000000, tepinefoneso — 3,1416.
Кроме того, есть специальные словечки, дополняющие числительные и образующие разные их формы. Эти словечки делятся на две группы: «R»-группу и «S»-группу.
| «R»-группа | «Ra» — все, каждый              | «Re» — большинство, более половины | «Ri»* — несколько   | «Ro»* — многие              | «Ru» — достаточно                |
| «S»-группа | «Sa» — приблизительно, примерно | (числительное) «Se» — семь         | «Si» — до, не более | (числительное) «So» — шесть | «Su» — по крайней мере, не менее |

Помеченные астериском («*») словечки также могут использоваться как суффиксы: «-ri» создает порядковые числительные («Le neri bukcu.» — Первая книга), а «-ro» — сравнительные («Le raro kukra sucmi ficlu» — Больше чем все быстро плавающая рыба, то есть самая быстроплавающая рыба). Остальные могут использоваться как приставки: «sanema» — около сотни, «sineni» — не более десяти.

#### Произносимаяпунктуация
Пунктуация в привычном смысле этого слова в логлане отсутствует, но есть словечки, заменяющие её. Единственное исключение делается для знаков на конце предложения «?», «!» и «.», так как интонационно они отражают статус предложения: вопросительное, восклицательное или повествовательное. Словечки kie и kiu являются аналогом скобок (соответственно открывающей "(" и закрывающей «)»), а li и lu — открывающей и закрывающей кавычек. Такие словечки можно заменить на обычную пунктуацию, но они обязательно должны произноситься. Например, предложение «Hu gleca sanpa „hasfa“?» — «Как по-английски сказать „дом“?», должно произноситься «Hu gleca sanpa li, hasfa, lu?».

#### Выражения эмоций
Логлан имеет множество словечек для передачи эмоций говорящего. Они являются так называемыми свободными модификаторами, то есть могут быть помещены в любой части предложения. Эти словечки разделены на группы по первой гласной и типу цели или эмоции, которую они выражают: «A»-группа выражает стремление говорящего к чему-то; «E»-группа применяется для побуждения к чему-либо или просьбы; «I»-группа выражает уверенность; «O»-группа — обязательность, должность; «U»-группа просто выражает эмоции, такие как радость или разочарованность.
| «A»-группа                            | «E»-группа                          | «I»-группа                         | «O»-группа                 | «U»-группа                          |
| ------------------------------------- | ----------------------------------- | ---------------------------------- | -------------------------- | ----------------------------------- |
| —                                     | «Ea» — Давайте/Я предлагаю…         | «Ia» — Безусловно/Точно            | «Oa» — Нужно, чтобы ты/я…  | «Ua» — Точно!/вуаля!                |
| «Ae» — Да, я надеюсь, что…            | —                                   | —                                  | «Oe» — Хорошо бы ты/я…     | «Ue» — Сюрприз!/Внезапно…           |
| «Ai» — Да, я буду/сделаю…             | «Ei» — Это ли случай/Правда ли что… | «Ii» — Возможно…                   | «Oi» — Я/ты можешь…        | «Ui» — С удовольствием/Мне приятно… |
| «Ao» — Да, я хочу (чтобы)…            | «Eo» — Пожалуйста/Могу ли я…        | «Io» — Есть вероятность/ Вероятно… | —                          | «Uo» — Меня раздражает…             |
| «Au» — Мне всё равно/Мне нет дела до… | «Eu» — Полагаю, что…                | «Iu» — Я не знаю…                  | «Ou» — … не имеет значения | «Uu» — К сожалению/Сожалею о…       |

Также существует словечко soi, которое используется для выражения более сложных эмоций или выражения лица говорящего часто используется логланистами как замена смайликам. Например: «… soi crano» — … с улыбкой, «… soi roicutse» — …, говоря сердито.

## Словарь
В словаре логлана содержится приблизительно 1000 простых предикатов, которые созданы путём компьютерной медиализации так, чтобы люди, ранее их никогда не слышавшие, могли с 50-процентной точностью угадать их смысл, а также заимствования из международной лексики. Основой словарного запаса языка стали слова 8 естественных языков: русского, английского, китайского, испанского, французского, немецкого, японского и хинди.

## Примеры языка

### Lo logla plipursei (Словарь логлана)[6]
| Текст на логлане:                                                            | Дословный перевод:                                                                       | Литературный перевод:                                                       |
| Mi tsodi lopo dricia.                                                        | Я есть ненавидящий массу явлений запоминаний.                                            | Я ненавижу запоминание.                                                     |
| I lopo dricia ga puncko                                                      | Масса явлений запоминаний есть причина боли,                                             | Запоминание приносит боль,                                                  |
| ice mi tsodi lo puntu.                                                       | а я есть ненавидящий массу боли.                                                         | а я ненавижу боль.                                                          |
| I na lepo mi setfa le purda lemi smina guo,                                  | Когда происходит явление вставки слова в мой разум,                                      | Когда я запоминаю слово,                                                    |
| de vijbangoi lia lepo le perla ga clidyfea sau le bitse je lomi cetlo dedjo. | Оно уходит из виду как явление жемчужины, скользящей через массу моих скользких пальцев. | Оно исчезает, словно жемчужина, проскользнувшая через мои скользкие пальцы. |
| I kanoi ri vidre ga koerdjicea duo su versa, a su fu tradui,                 | Если несколько идей есть связаны между собой как поэзия или доказательство,              | Если идеи связаны между собой как поэзия или доказательство,                |
| ki tie lepo no trati gu da nitmao da vi lemi smina                           | То, с явлением никаких стараний, они создают порядок среди себя в моём разуме,           | То, без каких-либо усилий, они упорядочивают сами себя в моём разуме,       |
| Lia le bilgra snedua ja nu madzo ba le bilgro djula.                         | Как чудесная мозаика, сделанная кем-то из красивейших драгоценностей.                    | Словно чудесная мозаика, сделанная из красивейших драгоценностей.           |
| I lepo takrulsei cirna ga fasru.                                             | Явление изучения набора правил говорения является лёгким.                                | Грамматика изучается легко.                                                 |
| Ibuo lepo plipursei cirna ga nardu.                                          | Однако явление изучения набора используемых слов является трудным.                       | Но изучать словарь трудно.                                                  |
| I uo mi ia tsodi lopo dricia.                                                | (Раздражённо) я точно ненавижу массу явлений запоминания.                                | Я определённо ненавижу запоминание.                                         |